# 해람문화관
국립강릉원주대학교 해람문화관(江陵原州大學校 解纜文化館, Gangneung-Wonju National University Haeram Culture Center)은 강원특별자치도 강릉시의 종합 예술 시설이다.

## 연혁
1992년 종합대학으로 승격한 강릉대학교는 종합 예술 시설에 필요성을 느껴 65억원의 예산을 통해 1994년 6월부터 캠퍼스 내 문화관 조성을 시작하여 1996년 11월 준공한다. 1996년 12월 강릉대학교 문화관으로 개관을 시작한 이래, 2009년에 학교가 강릉원주대학교로 교명을 변경하며 강릉원주대학교 해람문화관으로 명칭을 변경하였다.
해람문화관은 2019년까지 단일 규모로 1,000명 이상 수용 가능한 영동 지역 최대 예술 시설이었다. 현재는 강릉아트센터의 확장으로 두 번째로 큰 예술 시설로 알려져 있다.

## 공연 목록
다음은 해람문화관에서 이루어진 공연 및 전시 일람이다.

### 대공연장
- 2015년 10월 24일: «2015 쎄시봉 콘서트»
- 2018년 2월 3일~2018년 2월 24일: «천년향: 2018평창 문화올림픽 테마공연» (뮤지컬)
- 2018년 10월 13일: «서영은 콘서트 (시즌3)»
- 2019년 3월 9일~2019년 3월 10일: «장수상회» (연극)
- 2019년 3월 23일~2019년 3월 24일: «번개맨의 비밀» (어린이 뮤지컬)
- 2019년 3월 30일~2019년 3월 31일: «핑크퐁 랜드» (뮤지컬)
- 2019년 5월 17일: «거인의 정원» (어린이 뮤지컬)
- 2019년 6월 2일: «주니엔터테인먼트 공룡애니멀 쇼» (어린이 뮤지컬)
- 2019년 6월 15일: «음악세계 음악경연대회» (음악회)
- 2019년 7월 13일~2019년 7월 14일: «월드스타 뽀로로» (어린이 뮤지컬)

### 해람홀
- 2019년 6월 29일: «율곡음악학생예술제» (음악회)

## 같이 보기
- 국립강릉원주대학교